# کهوسه، پنجاب
کهوسه (به انگلیسی: Khosa) یک منطقهٔ مسکونی در پاکستان است که در پنجاب واقع شده‌است.